# 尖山 (香港)
鷹巢山（英語：Eagle's Nest），是香港一座山峰，為九龍群山之一，位於九龍長沙灣以北，海拔312米。在香港行政區劃上，山峰橫跨沙田區及深水埗區。尖山為獅子山郊野公園的一部分，東北有畢架山，東南則有鴉巢山，西面還有琵琶山，南面山腰為蘇屋邨。
鷹巢山北面底下被香港8號幹線的尖山隧道穿越。鷹巢山南麓設有鷹巢山自然教育徑，北面則有麥理浩徑第五段。
鷹巢山命名原因：有意見認為鷹巢山上不時有麻鷹群聚集，因此而得名。

## 道路
- 尖山隧道：地底穿越。